# Emilia (Region)

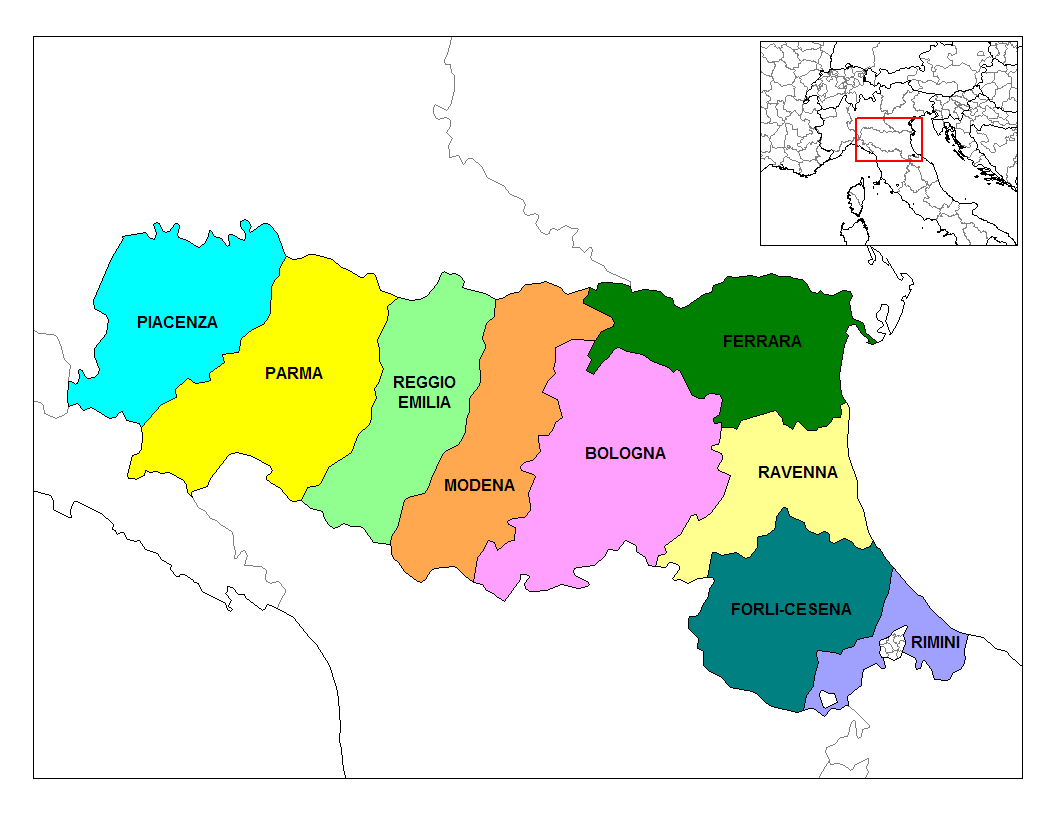
Karte der heutigen Region Emilia-Romagna – zur historischen politischen Region Emilia gehören (von Westen nach Osten) die Provinzen Piacenza, Parma, Reggio Emilia, Modena, Bologna und Ferrara, ausgenommen ein kleiner Teil von Bologna

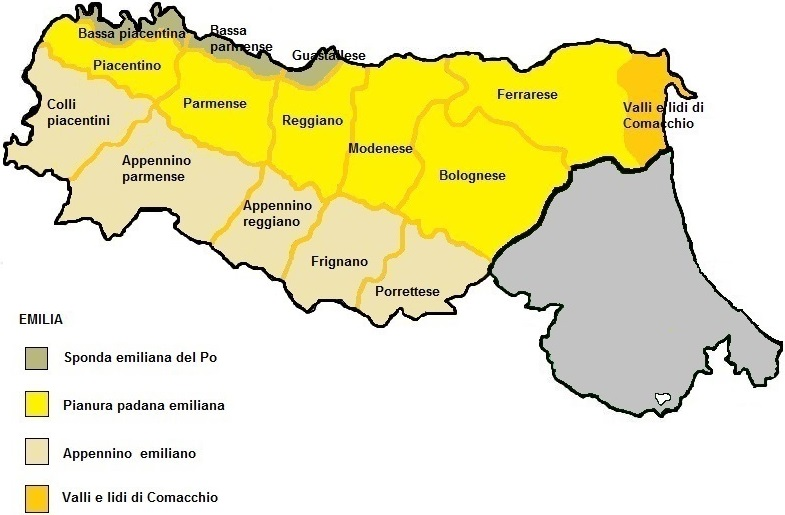
Gebiete der Region Emilia

Die Emilia (früher deutsch auch Emilien) ist eine Region in Norditalien, die zusammen mit der Romagna die moderne politische Region Emilia-Romagna bildet.

## Namensgebung
Der Name Emilia leitet sich von der Via Aemilia ab, eine Römerstraße, welche die Städte Placentia (Piacenza) und Ariminum (Rimini) verband. Diese wiederum war nach dem römischen Patriziergeschlecht der Aemilier benannt und im Auftrag des römischen Konsuls Marcus Aemilius Lepidus im Jahr 187 v. Chr. angelegt worden. Zunächst war die Emilia Teil von Gallia Cisalpina, oder wurde Provincia Ariminum genannt. Aemilia war anfangs nur eine populäre Bezeichnung, etwa in Gedichten Martials. Als offizieller Name taucht die Bezeichnung erst mit dem 2. Jahrhundert auf.

## Ausdehnung
Die Emilia wird im Osten durch die Flüsse Sillaro und Reno begrenzt, welche die Region von der Romagna trennen, im Norden in der Oberitalienischen Tiefebene durch den Po. Im Süden bildet die Wasserscheide der Apenninen die Abgrenzung zu Ligurien und zur Toskana.
Die Region umfasst somit die heutigen italienischen Provinzen Piacenza, Parma, Reggio Emilia, Modena und Ferrara sowie die Metropolitanstadt Bologna (ausgenommen die Gemeinden Imola, Dozza und das Tal des Santerno).

## Geschichte
→ siehe auch: Emilia-Romagna#Geschichte
Die wichtigsten politischen Mächte im Gebiet bis zum Risorgimento waren die Herzogtümer Modena und Reggio, Parma und Piacenza und Ferrara. Bologna war lange Zeit Grenzstadt zwischen der Emilia und der Romagna. Abgesehen von kurzfristigen Intermezzi war jedoch fast immer der Kirchenstaat die bestimmende Macht.